# Serechowytschi
Serechowytschi (ukrainisch Сереховичі; russisch Сереховичи/Serechowitschi, polnisch Serechowicze) ist ein Dorf in der Westukraine in der Oblast Wolyn, Rajon Kowel etwa 17 Kilometer östlich des ehemaligen Rajonshauptortes Stara Wyschiwka und 87 Kilometer nordwestlich der Oblasthauptstadt Luzk um einen See in einem Sumpfgebiet gelegen.

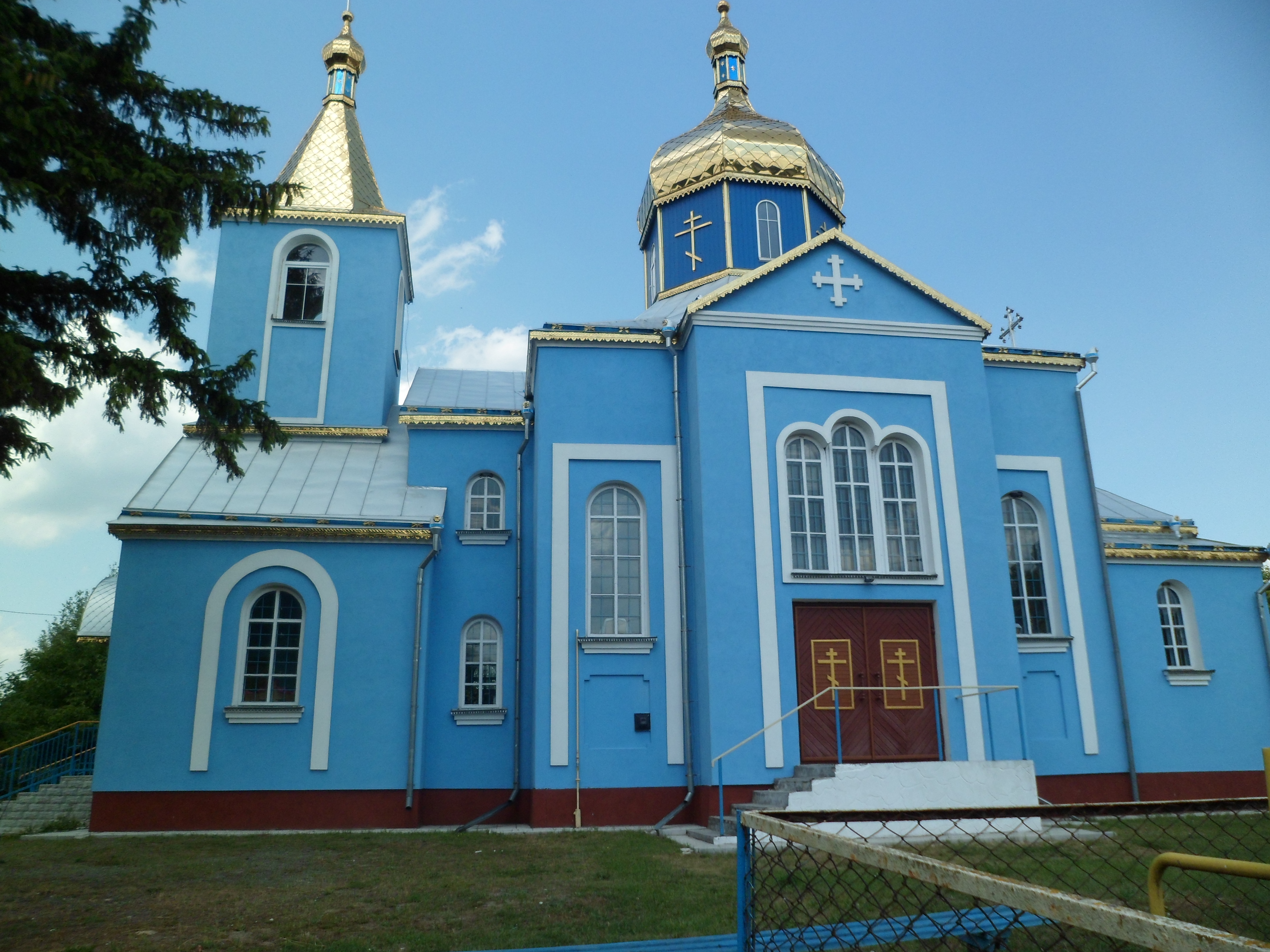
Kirche im Ort

## Geschichte
Der Ort wurde im 1502 zum ersten Mal schriftlich erwähnt und gehörte bis 1793 in der Woiwodschaft Ruthenien/Chełmer Land zur Adelsrepublik Polen-Litauen. Mit den Teilungen Polens fiel der Ort an das Russische Reich und lag bis zum Ende des Ersten Weltkriegs im Gouvernement Wolhynien.
Nach dem Ersten Weltkrieg kam der Ort zu Polen (in die Woiwodschaft Wolhynien, Powiat Kowel, Gmina Niesuchojeże), im Zweiten Weltkrieg wurde er zwischen 1939 und 1941 von der Sowjetunion besetzt. Nach dem Überfall auf die Sowjetunion im Juni 1941 wurde er dann bis 1944 von Deutschland besetzt, dies gliederte den Ort in das Reichskommissariat Ukraine in den Generalbezirk Brest-Litowsk/Wolhynien-Podolien, Kreisgebiet Kowel.
Nach dem Krieg wurde der Ort der Sowjetunion zugeschlagen. Dort kam das Dorf zur Ukrainischen SSR und seit 1991 ist es ein Teil der heutigen Ukraine.

## Verwaltungsgliederung
Am 21. Juli 2017 wurde das Dorf zum Zentrum der neugegründeten Landgemeinde Serechowytschi (ukrainisch Сереховичівська сільська громада/Serechowytschiwska silska hromada). Zu dieser zählten auch noch die 6 in der untenstehenden Tabelle aufgelisteten Dörfer, bis dahin bildete das Dorf zusammen mit den Dörfern Hrabowe und Nowa Wolja die gleichnamige Landratsgemeinde Serechowytschi (Сереховичівська сільська рада/Serechowytschiwska silska rada) im Osten des Rajons Stara Wyschiwka.
Am 12. Juni 2020 kamen noch die 4 Dörfer Mylzi, Pidsyniwka, Schkroby und Sokolyschtsche zum Gemeindegebiet.
Am 17. Juli 2020 wurde der Ort Teil des Rajons Kowel.
Folgende Orte sind neben dem Hauptort Serechowytschi Teil der Gemeinde:
| Name                     | Name       | Name                      | Name        | Name |
| ukrainisch transkribiert | ukrainisch | russisch                  | polnisch    |      |
| ------------------------ | ---------- | ------------------------- | ----------- | ---- |
| Hrabowe                  | Грабове    | Грабово (Grabowo)         | Grabów      |      |
| Komarowe                 | Комарове   | Комарово (Komarowo)       | Komorowo    |      |
| Mylzi                    | Мильці     | Мильцы (Milzy)            | Mielce      |      |
| Nowa Wolja               | Нова Воля  | Новая Воля (Nowaja Wolja) | Boża Wola   |      |
| Nyzi                     | Ниці       | Ницы (Nizy)               | Nieci       |      |
| Pidsyniwka               | Підсинівка | Подсыновка (Podsynowka)   | Podsynówka  |      |
| Schkroby                 | Шкроби     | Шкробы                    | Skroby      |      |
| Sokolyschtsche           | Соколище   | Соколище (Sokolischtsche) | Sokoliszcze |      |
| Solowji                  | Солов'ї    | Соловьи                   | Sołowjewo   |      |
| Synowe                   | Синове     | Сыново (Synowo)           | Synowo      |      |